# طب الطوارئ
طب الطوارئ هو تخصص طبي يتضمن الرعاية بشكل متساوي وغير مجدول للمرضى المصابين بأمراض أو إصابات تتطلب التدخل الطبي الفوري. أطباء الطوارئ هم أول المسؤولين في التحقيقات والتدخلات لتشخيص أو علاج المرضى بطريقة ذكية (يتضمن الإنعاش الفوري والعمل على استقرار الحالة) بالتعاون مع أطباء من تخصصات أخرى واتخاذ قرارت متعلقة بحاجة المريض للتدخل الجراحي أو التنويم في المستشفى أو الخروج من المستشفى. أطباء الطوارئ عادة ما يعملون في أقسام الطوارئ بالمستشفيات أو في خدمات الطوارئ الطبية أو وحدات العناية المركزة. في العقود القليلة الماضية اعترف بطب الطوارئ كتخصص منفصل لهُ كامل صلاحياته. وفي العديد من الدول المتقدمة أصبح طب الطوارئ يعرف كخدمة عامة ضرورية حققت التقدير من الناس لمساهمتها في الصحة العامة والطب الأكاديمي. وجميع الجامعات والكليات الأكاديمية الطبية تحتوي على أقسام خاصة بطب الطوارئ، وأصبح هذا التخصص مرغوب وذاع صيته بين طلاب المسارات الصحية. مازال طب الطوارئ في مراحل التطوير في بعض الدول النامية، فلذلك عرضت منظمة طب الطوارئ العالمية برامج لتطوير طب الطوارئ في الدول محدودة الإمكانات.
تتضمن التخصصات الفرعية في طب الطوارئ؛ طب الكوارث، علم السموم الطبية، تخطيط الصدى الطبي في حالات الطوارئ، طب العناية الحرجة، الخدمات الطبية الطارئة، المعالجة بالأوكسجين عالي الضغط، الطب الرياضي، الرعاية التلطيفية، طب الفضاء والطيران.
توجد نماذج مختلفة في طب الطوارئ عالميًا. في الدول التي تتبع النموذج الإنكليزي الأمريكي، اعتمد طب الطوارئ في السابق على الجراحين، والممارسين للطب العام، وأطباء عامين آخرين، قبل أن يصبح اختصاصًا قائمًا. أما في الدول التي تتبع النموذج الألماني الفرنسي، هذا الاختصاص غير موجود، ويقدم أطباء التخدير الخدمات الطبية الطارئة (في الإنعاش)، ويشارك الجراحون والمتخصصون بالطب الباطني، وأطباء القلبية أو أطباء الأعصاب وفقًا للحاجة.

## التمويل وتنظيم الممارسة

### تحصيل التكاليف
توجد أقسام طب الطوارئ في الكثير من المستشفيات ومراكز الرعاية، حيث يمكن أن يتلقى المرضى الرعاية السريعة دون حجز موعد. يعالج الكثير من المرضى في هذه الأقسام من حالات مهددة للحياة، بينما يستخدمها البعض لتلقي الرعاية في حالات غير مهددة للحياة مثل الصداع أو الرشح. (تُعرّف هذه الزيارات بأنا «زيارات لحالات لا يؤدي التأخر عنها عدة ساعات إلى زيادة احتمال حدوث تأثير سلبي»). وللتعامل مع هذه الحالات، يمكن أن تعدل أقسام طب الطوارئ نسب العاملين وتخصص مكانًا من القسم لتسريع استقبال المرضى بغية التلاؤم مع حاجاتهم المختلفة وأعدادهم. تحسنت السياسات لمساعدة الأطقم العاملة في هذه الأقسام (مثل فنيي طب الطوارئ والمسعفين). يوجه مقدمو الرعاية من الدرجة المتوسطة مثل المساعدين الطبيين والممرضات الممارسات المرضى إلى الأقسام الطبية الملائمة، مثل طبيب الرعاية الصحية الأولية، أو عيادات العناية العاجلة، أو منشآت إزالة السموم. تشكل أقسام الطوارئ وبرامج الرعاية وعيادات الرعاية الصحية جزءًا مهمًا للغاية في شبكة الرعاية الصحية للمرضى غير المدرجين في برامج التأمين الصحي العاجزين عن دفع تكاليف المعالجة الطبية أو الذين لا يغطي التأمين الصحي نفقات علاجهم كما يلزم.

#### التعويضات
يتلقى أطباء الطوارئ تعويضات أعلى من اختصاصات أخرى، وكان ترتيب أجورهم العاشر من أصل 26 اختصاصًا طبيًا في 2015، بمعدل دخل سنوي 306,000 دولار. الأجور الإضافية التي يتلقونها في مقابل الخدمات غير السريرية تقع في المدى المتوسط (13,000 دولار سنويًا) وتشمل هذه الخدمات المحاضرات وتقديم الشهادة باعتبارهم خبراء؛ وازدادت أجورهم بنسبة 12% منذ 2014-2015 (وتماشت الزيادة مع بقية الاختصاصات في ذلك العام). يعمل أطباء الطوارئ وفق نظام مناوبات مدتها 8-12 ساعة ولا يستقبلون اتصالات استدعاء عادةً. يدعم المستوى المرتفع من الضغط الذي يعيشه هؤلاء الأطباء وامتلاكهم قدرات قوية في تشخيص مرضى الحالات الخطرة وغير المشخصة سابقًا الرأي الذي يطالب برفع رواتبهم. يجب أن تبقى المعالجة في أقسام الطوارئ قائمة ليل نهار وفي كل يوم، أي لابد من تواجد طبيب في قسم الطوارئ على مدار الساعة، بخلاف العيادات الخارجية أو الأقسام الأخرى في المستشفيات التي تكون ساعات العمل فيها محددة ويمكن في حالات معينة استدعاء الطبيب عبر الهاتف عند الحاجة خارج أوقات العمل. تُجري المستشفيات ترتيبات إضافية مكلفة لتلبية الحاجة لتواجد طبيب في قسم الطوارئ والحاجة لاستخدام الخدمات التشخيصية الأخرى طوال الوقت.

## العلاجات
يعد طب الطوارئ شكلًا من أشكال الرعاية الأولية للمرضى الذين يحتاجون استعمال نظام الرعاية الصحية. يجب أن يمتلك الأطباء المتخصصون في طب الطوارئ مهارات الإنعاش والتعامل مع الأمراض الحادة. أطباء الطوارئ مسؤولون أيضًا عن التعرف المباشر على الحالات والتقييم وتقديم الرعاية واستقرار المرضى البالغين والأطفال استجابة للمرض الحاد أو الإصابات.

## التدريب
توجد مجموعة متنوعة من النماذج الدولية للتدرب في طب الطوارئ. هناك نموذجان مختلفان بين الدول التي طورت برامج تدريبية متقدمة: نموذج «اختصاصي» و«نموذج متعدد الاختصاصات». يرافق اختصاصي طب الطوارئ سيارة الإسعاف. فمثلًا، في فرنسا وألمانيا، يركب الطبيب، الذي غالبًا ما يكون طبيب تخدير، سيارة الإسعاف ويوفر الرعاية اللازمة لتحقيق استقرار المريض على الفور. يُوجَه المريض إلى القسم المناسب في المستشفى، لذلك تكون الرعاية الطارئة في هذا النموذج متعددة الاختصاصات مقارنة بالنموذج الإنجليزي الأمريكي.
في بلدان مثل الولايات المتحدة والمملكة المتحدة وكندا وأستراليا، تستجيب سيارات الإسعاف التي يقودها المسعفون والفنيون الطبيون لحالات الطوارئ خارج المستشفى وتنقل المرضى إلى أقسام الطوارئ، لذا يزداد الاعتماد على مقدمي الرعاية الصحية هؤلاء والمسعفين وفنيي طب الطوارئ لتقديم الرعاية في موقع المريض. ويكون أطباء الطوارئ لهذا السبب أكثر تخصصًا إذ يُنقل جميع المرضى إلى أقسام الطوارئ. تتبع معظم البلدان النامية النموذج الإنجليزي الأمريكي: المعيار الذهبي تأدية ثلاث أو أربع سنوات ضمن برنامج تدريب سريري مستقل في طب الطوارئ. تطور بعض الدول برامج تدريبية أساسها التدرب على تقديم الرعاية الأولية مع تدريب إضافي في طب الطوارئ. وتعي البلدان النامية أن النماذج الغربية قد لا تكون قابلة للتطبيق ولا تمثل أفضل استخدام لموارد الرعاية الصحية المحدودة. فمثلًا، التدريب في الاختصاصات الطبية والرعاية قبل المستشفى في البلدان المتقدمة مكلف جدًا وغير قابل للتطبيق في الكثير من البلدان النامية ذات الموارد المحدودة للرعاية الصحية. يوفر طب الطوارئ الدولي منظورًا عالميًا مهمًا وأملًا في تحسين هذه المجالات.
فيما يلي استعراض موجز لبعض هذه البرامج:

### الأرجنتين
في الأرجنتين، تعتبر إس إيه إي (جمعية الطوارئ الأرجنتينية) المنظمة الرائدة في طب الطوارئ. توجد الكثير من برامج الإقامة. يمكن أيضًا الحصول على الشهادة بعد اتباع برنامج جامعي في الدراسات العليا مدته عامان بعد العمل بضع سنوات في طب الطوارئ.

### أستراليا ونيوزيلندا
الكلية الطبية المتخصصة المسؤولة عن طب الطوارئ في أستراليا ونيوزيلندا هي الكلية الأسترالية لطب الطوارئ. مدة برنامج التدريب سبع سنوات يُمنح بعدها المتدرب زمالة الكلية الطبية لطب الطوارئ شرط اجتياز جميع التقييمات اللازمة.
توجد برامج زمالة مزدوجة تضيف تدريبًا في طب الأطفال (بالتعاون مع كلية الأطباء الملكية الأسترالية) أو طب العناية المركزة (بالتعاون مع كلية طب العناية المركزة). تضيف هذه البرامج سنة أو أكثر إلى برنامج التدريب التابع للكلية الأسترالية لطب الطوارئ.
تقدم الكلية الأسترالية لطب الطوارئ شهادات غير اختصاصية للأطباء غير المتخصصين (ولا يرغبون في التخصص) في طب الطوارئ الذين يمتلكون اهتمامًا كبيرًا بطب الطوارئ أو يجب عليهم العمل في أقسام الطوارئ.

### الصين
عملية التدريب التالي للتخرج في طب الطوارئ معقدة للغاية في الصين حاليًا. جرى أول تدريب بعد التخرج في طب الطوارئ في عام 1984 في مستشفى كلية بكين الاتحادية الطبية الجامعي. نظرًا إلى عدم وجود شهادة اختصاص في طب الطوارئ، لا يلزم التدريب الرسمي لممارسة هذا التخصص في الصين.
قبل نحو عقد من الزمن، كان التدريب خلال الإقامة في طب الطوارئ مركزيًا على مستوى البلديات، وفقًا للمبادئ التوجيهية لوزارة الصحة العامة. تسمى برامج الإقامة في جميع المستشفيات قواعد التدرب خلال الإقامة بقصد التخصص، ويجب أن توافق عليها الحكومات الصحية المحلية. تعتمد هذه القواعد على المستشفيات، ويُختار الأطباء المقيمون من قبل الجمعيات البلدية للتعليم الطبي التي تديرهم. وتمثل هذه الجمعيات أيضًا الهيئة المخولة بوضع مناهج تدريب الأطباء المقيمين التابعين لها.

## مجالات طب الطوارئ
طب الطوارئ هو مجال من المجالات الطبية مبني على المعرفة والمهارات المطلوبة للوقاية والتشخيص والعلاج الذكي والسريع للأمراض والإصابات التي تصيب المرضى بجميع الأعمار. طب الطوارئ يشمل الفهم الصحيح لنظام التطوير الطوارئي داخل وخارج المستشفيات والمهارات المطلوبة لهذا التطوير.
مجال طب الطوارئ يشمل الرعاية التي تتضمن العناية بالحالات الحادة الباطنية والجراحية. في كثير من أقسام الطوارئ الحديثة، يطلب من أطباء الطوارئ رؤية عدد كبير من المرضى لمعالجة أمراضهم ثم عمل الإجراءات اللازمة، إما إدخالهم إلى المستشفى أو صرفهم إلى منازلهم بعد تلقيهم العلاج اللازم. طبيب الطوارئ يجب أن يكون واسع المعرفة بالطرق العلاجية المتقدمة كالعمليات الجراحية وعمليات الإنعاش والإنعاش القلبي وإدارة المسالك الهوائية. أطباء الطوارئ يجب أن يكون لديهم مهارة الإلمام بغالبية التخصصات كالقدرة على انعاش المرضى (العناية الطبية الحرجة)، وعلاج حالات مسارات الهواء الصعبة (التخدير)، وخياطة الجروح الخطيرة (جراحة تجميلية)، وعلاج كسور العظام واختلال أماكن المفاصل (جراحة العظام)، وعلاج النوبات القلبية والجلطات القلبية (أمراض القلب)، وعلاج الجلطات الدماغية (أمراض الأعصاب)، وتوليد المرأة الحامل (أمراض النساء والولادة)، ويقوم بعمل وقراءة الأشعة السينية (الطب الإشعاعي).
يختلف طب الطوارئ اختلافا كليا عن الرعاية الطارئة، التي تعتني بالحالات الأقل خطورة.
يتشارك طب الطوارئ وطب العائلة بأن كلاهما تخصص يتعامل مع جميع المرضى بغض النظر عن أعمارهم أو جنسهم أو الجهاز العضوي المصاب. يختلف ممارسة طب الطوارئ في الأماكن القروية التي تعاني من نقص الاستشاريين والمصادر الطبية. في تلك المناطق غالبا أطباء العائلة يعملون في قسم الطوارئ.

## أنماط العمل
تختلف أنماط العمل في مجال الطوارئ باختلاف الدولة والمنطقة. في الولايات المتحدة ترتيبات التوظيف لأطباء الطوارئ من الممكن أن تكون خاصة (مجموعة أطباء يعملون في قسم الطوارئ بعقد معين)، أو حكومية (أطباء يعملون في الجيش أو نظام صحي عام).
في المملكة المتحدة جميع الاستشاريين في طب الطوارئ يعملون تحت راية منظمة الصحة الوطنية، وهناك بعض المساحات المحدودة للعمل الخاص. في بعض الدول الأخرى مثل تركيا وأستراليا يعمل أخصائي طب الطوارئ في المنظمات الصحية الحكومية، ويصرف له رواتب شهرية من الدولة. تستقصد أقسام الطوارئ بالأماكن القروية عادة من قبل الأطباء العاميين، وفي بعض الاحيان غير المتخصصين في طب الطوارئ.

## التاريخ
خلال الثورة الفرنسية وبعد مشاهدة سرعة مناورة المدافع الحصانية الفرنسية المحمولة بالعربات الحصانية في ساحات القتال، طبق الجراح العسكري الفرنسي دومينيك جون لاري فكرة السيارات الإسعافية أو «العربات الطائرة». وكان ذلك من أجل نقل العسكر الجرحى بسرعة إلى المنطقة المركزية التي كانت الرعاية الطبية فيها سهلة المنال وأكثر فاعلية. لاري استبدل الأحصنة بالعاربات بعناصر بشرية متدربة مكونة من السائقين والمجندين وحاملي القمامة وجعلهم مسؤلين عن إحضار الجرحى للمسشفيات الميدانية المركزية وبهذه الطريقة أنشأ وحدات «المستشفيات الجراحية العسكرية المتنقلة» الرائدة. وبسسب استراتيجيات دومينيك جون لاري في الحرب الفرنسية يُسمى دومينيك جون لاري أحيانا بأب طب الطوارئ.
لم يُعترف في برامج تدريب طب الطوارئ حتى تم إنشاء الكلية الأمريكية لأطباء الطوارئ. واعترف بها كل من الجمعية الطبية الأمريكية والجمعية الأمريكية لاعتلال العظام. وفي عام 1979 اعترفت الجمعية الأمريكية للتخصصات الطبية بطب الطوارئ كتخصص مستقل في الولايات المتحدة. 
كان أول برنامج طب إقامة لطب الطوارئ في العالم في عام 1970 فيجامعة سينسناتي  وتم افتتاح أول قسم طب طوارئ في جامعة جنوب كاليفورنيا عام 1971 والتي تعد أول جامعة تجعل هذا التخصص مستقل. 
غيرت جمعية جراحي الإصابات البريطانية في عام 1990 اسمها إلى الجمعية البريطانية للحوادث وطب الطوارئ. وفي عام 2004 غيرته مرة أخرى إلى الجمعية البريطانية لطب الطوارئ. وفي عام 1993 تم إنشاء كلية الحوادث وطب الطوارئ في إنجلترا وسكوتلاند لترتيب الامتحانات والتدريب. وفي عام 2005 اتحدتا الجمعية البريطانية لطب الطوارئ وكلية الحوادث وطب الطوارئ لإنشاء كلية طب الطوارئ والتي تسمى الآن الكلية الملكية لطب الطوارئ والتي توفر فحص العضوية والزمالة وتنشر الإرشادات والقواعد لممارسة طب الطوارئ.